# Europejska Sieć VLBI
Europejska Sieć VLBI (ang. European VLBI Network, EVN) – europejska sieć radiowej interferometrii wielkobazowej (VLBI). Została utworzona w 1980 roku przez pięć europejskich instytutów astronomicznych oraz Wydział Geodezji Uniwersytetu w Bonn. W późniejszych latach do projektu dołączyły kolejne instytuty. W 2015 roku sieć obejmowała 21 radioteleskopów znajdujących się m.in. we Francji, Wielkiej Brytanii, Hiszpanii, Holandii, Niemczech, Szwecji, Włoszech, a także w Chinach (Szanghajskie Obserwatorium Astronomiczne), Południowej Afryce, Portoryko (Obserwatorium Arecibo) oraz w Polsce – w Obserwatorium Astronomicznym UMK w Piwnicach.